# 이상한 전생
이상한 전생(일본어: おかしな転生, Sweet Reincarnation)은 고류 노조무가 글을 쓰고 슈리 야스유키가 그림을 그린 일본의 라이트 노벨 시리즈이다. 2015년 2월부터 소설가가 되자 웹사이트에 연재된 웹 소설로 시작되었다. 이후 2015년 10월부터 24권의 인쇄본을 출판한 TO 북스에 인수되었다. 토미자와 미도리가 글을 쓰고 그림이 그린 만화이다. 이다 세리코의 작품은 2017년 12월부터 니코니코 동화 기반 코믹 코로나 만화 서비스에서 연재되었으며, 2023년 8월 기준 챕터가 10권의 단행본으로 수집되었다. SynergySP가 제작한 애니메이션 TV 시리즈 각색은 2023년 7월부터 9월까지 방영되었다.